# 西藏肋毛蕨
西藏肋毛蕨（学名：Ctenitis tibetica），为叉蕨科肋毛蕨属下的一个植物种。